# New Sol
New Sol – Krieg der Schatten (engl. Nova – Spectre War)  ist der erste Teil einer Science-Fiction-Romanreihe der US-amerikanischen Schriftstellerin Margaret Fortune. Das Buch erschien im Juni 2016, die deutsche Übersetzung im Oktober 2016.

## Inhalt
Als die sechzehnjährige Lia Johansen zusammen mit anderen Flüchtlingen die Raumstation New Sol erreicht, startet plötzlich ein 36-Stunden-Countdown in ihrem Kopf. Ihr wird bewusst, dass sie eine lebende Bombe ist und den Auftrag hat, auf der Station zur Nova zu werden. Zunächst erkundet sie in der Zeit, die ihr bleibt, die Station. Als der Countdown durch einen Defekt stoppt, beginnt sie ihre Mission zu hinterfragen: Wieso soll die Station zerstört werden? Wieso hat sie die Identität und Erinnerung einer Kriegsgefangenen? Wie soll sie sich Michael gegenüber verhalten, der in ihr die „echte“ Lia sieht? Und: Hat sie als Bombe bei ihrem Auftrag versagt?
Während sie diese Fragen klärt und Lia mehr und mehr über sich selbst und den Sinn ihrer Mission erfährt, erschließt sich dem Leser zugleich mehr und mehr das Universum des Romans.
Schließlich erfährt sie bzw. der Leser den Grund, wieso die Station zerstört werden muss: Es geht um mehr als nur um einen strategischen Vorteil im gegenwärtigen Krieg, es geht um das Überleben der Menschheit.

## Die wichtigsten Personen
- Lia ist die Protagonistin der Geschichte. Sie erscheint als eine lebende Bombe mit der Erinnerung eines sechzehnjährigen Mädchens namens Lia Johansen. Diese Lia lebte auf der Aurora-Kolonie, bis sie erobert wurde und ihre Eltern ermordet wurde. Indem Lia mehr und mehr über sich selbst erfährt, kann sie schließlich eine verantwortete Entscheidung treffen, was ihre Mission angeht.
- Michael ist ein Junge im Alter von Lia Johansen und kennt sie – bzw. die „echte“ Lia – aus ihren gemeinsamen Kindertagen. Literarisch gesehen hat er die Rolle des Geliebten der Hauptperson.
- Teal ist Michaels jüngere Schwester. Wie in anderen Jugendromanen mit weiblichen Hauptpersonen (z. B. Twilight) und oft auch im richtigen Leben bei Jugendlichen hat sie das Rollenfach der Schwester des Geliebten, die gleichzeitig die beste Freundin der Hauptperson ist.
- Shar ist Telepathin, will sie sich nicht der Kontrolle des PsiCorps unterwerfen. Sie hat zunächst die Rolle der „besten Feindin“. Durch ihre telepathischen Begabungen kann sie jedoch schließlich Lia auf ihrem Weg entscheidend weiterhelfen.

## Das Universum des Romans und Einflüsse aus der SF-Kultur
Die Menschheit hat die Erde verlassen und den Weltraum besiedelt. Doch die Menschheit ist nicht friedlich geworden: Aus Weltkriegen wurden galaktische Kriege, die Ursache von Kriegen sind nach wie vor Rohstoffe und Territorialansprüche. Im von der Menschheit besiedelten Teil des Weltraums rivalisieren zwei Großmächte: Zum einen die Tellurianische Allianz – zu der die Erde gehört – und zum anderen der Galaktische Sternenbund, ein Bündnis aus verschiedenen Kolonien und Raumstationen. Diese führen gerade einen bewaffneten Konflikt um einen Planeten der so erdähnlich ist, dass er Neue Erde genannt wird.
Viele Details erinnern an das Universum der Fernsehserie Babylon 5: Es gibt ein PsyCorp und die größte Bedrohung der Menschheit besteht offenbar in Feinden, die in beiden Fällen (zumindest in der deutschen Übersetzung) Schatten genannt werden und als unsichtbare Bedrohung nicht greifbar sind. Eine weitere Gemeinsamkeit: Jeder Bewohner hat einen Chip bei sich, der sicher nicht nur Geldbörse und Personalausweis ersetzt. Anders als in der Fernsehserie gibt es  jedoch keine nichtmenschlichen Zivilisationen und Kriege finden nicht zwischen Menschen und Außerirdischen statt, sondern zwischen verschiedenen Gruppierungen der Menschheit.
New Sol selbst ist eine dauerhaft bewohnte Raumstation und damit mehr als eine Durchgangsstation wie Babylon 5 oder ein primär militärisch genutzter Ort wie Deep Space 9, sondern eine Kolonie im Weltraum. In ihren konzentrisch angeordneten Habitatringen wohnen Menschen.

## Stil
Der Roman ist in einer leicht zu lesenden Sprache geschrieben. Sie ist von wenigen Ausnahmen abgesehen in der Ich-Form und aus der Sicht der Protagonistin geschrieben. Aufgrund der beiden jugendlichen Hauptcharaktere und der Liebesgeschichte ist es zunächst ein Jugendroman, er kann jedoch zugleich von Erwachsenen als SciFi-Roman gelesen werden.

## Fortsetzung
Der Krieg der Schatten wird fortgesetzt in dem Roman Prisma – Krieg der Schatten 2, der im November 2017 erschien und im Original Archangel – Spectre War heißt. Dort wird die Geschichte von Michael Sorenson und dem Kampf gegen die Schatten nach der Zerstörung der Station weitererzählt.

## Deutsche Ausgabe
- New Sol. Roman. Übersetzt von Kerstin Fricke. Bastei Lübbe, Köln 2016, ISBN 978-3-404-20855-5